# 任城郡 (北齐)
任城郡，中国南北朝时设置的郡。
北齐天保中改鲁郡置，治所在鲁县（今山东省曲阜市）。辖境相当今山东省宁阳、汶上、曲阜、邹城等县市地。隋朝开皇三年（583年）省。